# Mam Manivan Phanivong
Mam Manivan Phaninvong (1934 – 1975) là công chúa Campuchia gốc Lào.
Bà chào đời tại Viêng Chăn, Lào. Về sau kết hôn với Quốc vương Norodom Sihanouk xứ Campuchia vào năm 1949, trở thành người vợ thứ sáu của ông. Họ có với nhau hai cô con gái là Công chúa Norodom Sujata và Công chúa Hoàng gia Norodom Arunrasmy.
Khi thủ đô Phnôm Pênh thất thủ ngày 17 tháng 4 năm 1975, bà vội đến lánh nạn tại Đại sứ quán Pháp. Vào ngày 18 tháng 4, Khmer Đỏ ra lệnh cho tất cả những người Campuchia tị nạn bên trong Đại sứ quán Pháp, trừ phụ nữ đã kết hôn với người Pháp, phải rời khỏi Đại sứ quán nếu không họ sẽ tiếp quản đại sứ quán, mọi quyền tị nạn đều bị từ chối. Trong số những người bị trục xuất có Công chúa Mam Manivan Phanivong, cùng với hai quan chức cấp cao của chế độ cũ là Bộ trưởng Bộ Tài chính Khy-Taing Lim và Bộ trưởng Bộ Y tế Loeung Nal.
Ít lâu sau bà bị Khmer Đỏ sát hại vào tháng 4 năm 1975 không rõ ngày nào.